# دردسرسازان (فیلم ۱۹۹۰)
دردسرسازان (به انگلیسی: Loose Cannons) یک فیلم سینمایی اکشن کمدی محصول سال ۱۹۹۰ آمریکا به کارگردانی باب کلارک و نویسندگی ریچارد متیسون، ریچارد کریستین و باب کلارک است.

## داستان
یک پلیس خشن، با همراهی یک بازرس منظم در تلاشند تبهکاری قدرتمند را به دست قانون بسپارند.

## بازیگران
- جین هکمن
- دن اکروید
- دام دی‌لوئیس
- رانی کاکس
- نانسی تراویس
- پال کوسلو
- دیک اونیل
- رابرت پروسکی
- یان تریسکا
- لئون ریپی
- رابرت الیوت ب
- دیوید آلن گرایر
- اس اپاتا مرکرسون
- رج ئی. کثی
- هرب آرمسترانگ
- رابرت دیکنمن
- برد گرینکیست[۲][۳][۴]